# 田所勇二
田所 勇二（たどころ ゆうじ、1962年11月6日 - ）は、茨城県出身の、日本の柔道選手である。階級は78kg級。身長178cm。

## 経歴
多賀高校時代には寝技の名手として知られる柏崎克彦に寝技をみっちり仕込まれて得意にしていった。3年の時には新人体重別71kg級で3位になった。東海大学へ進学すると、1年の時から新人体重別78kg級では2連覇を飾った。2年の時からは優勝大会で3連覇した。3年の時には正力国際で優勝を飾った。4年の時には正力国際の71kg級に出場して決勝で日体大1年の古賀元博と対戦すると、相手得意の一本背負投で効果を取られるも、終了と同時に田所得意の腕挫十字固を極めて審判が一本を宣するも、結局それは試合終了後の動作と判断されたことにより2位に終わった。ハンガリー国際では優勝を飾った。
大学を卒業すると上郷高校の教員となった。1987年の講道館杯と体重別78kg級ではそれぞれ3位になった。1991年の講道館杯では決勝で明治大学4年の吉田秀彦に内股の技ありで敗れて2位だった。体重別では3位となった。1992年の講道館杯では決勝で綜合警備保障の高波善行に効果で敗れて2年連続2位にとどまった。1993年の講道館杯では3位だった。1994年の講道館杯初戦ではバルセロナオリンピック71kg級で金メダルを獲得して以来2年ぶりの試合となる階級を上げてきた日体大教員の古賀稔彦との対戦になった。その試合では腕挫十字固を仕掛けるも古賀が田所を持ち上げて待てが掛かったにもかかわらず、審判の声が聞こえなかったとして技を継続し続けたことにより反則負けを喫した。
引退後はボディビルとサーフィンで活躍した。

## 戦績
- 1980年 -　新人体重別 3位71kg級

78kg級での戦績
- 1981年 -　新人体重別　優勝
- 1982年 -　優勝大会　優勝
- 1982年 -　新人体重別　優勝
- 1983年 -　優勝大会　優勝
- 1984年 -　正力国際　優勝
- 1984年 -　優勝大会　優勝

71kg級での戦績
- 1985年 -　正力国際　2位
- 1985年 -　ハンガリー国際　優勝
- 1985年 -　チェコ国際　3位

78kg級での戦績
- 1987年 -　講道館杯　3位
- 1987年 -　体重別　3位
- 1991年 -　講道館杯　2位
- 1991年 -　体重別　3位
- 1992年 -　講道館杯　2位
- 1993年 -　講道館杯　3位

(出典、JudoInside.com)。